# Kadzell

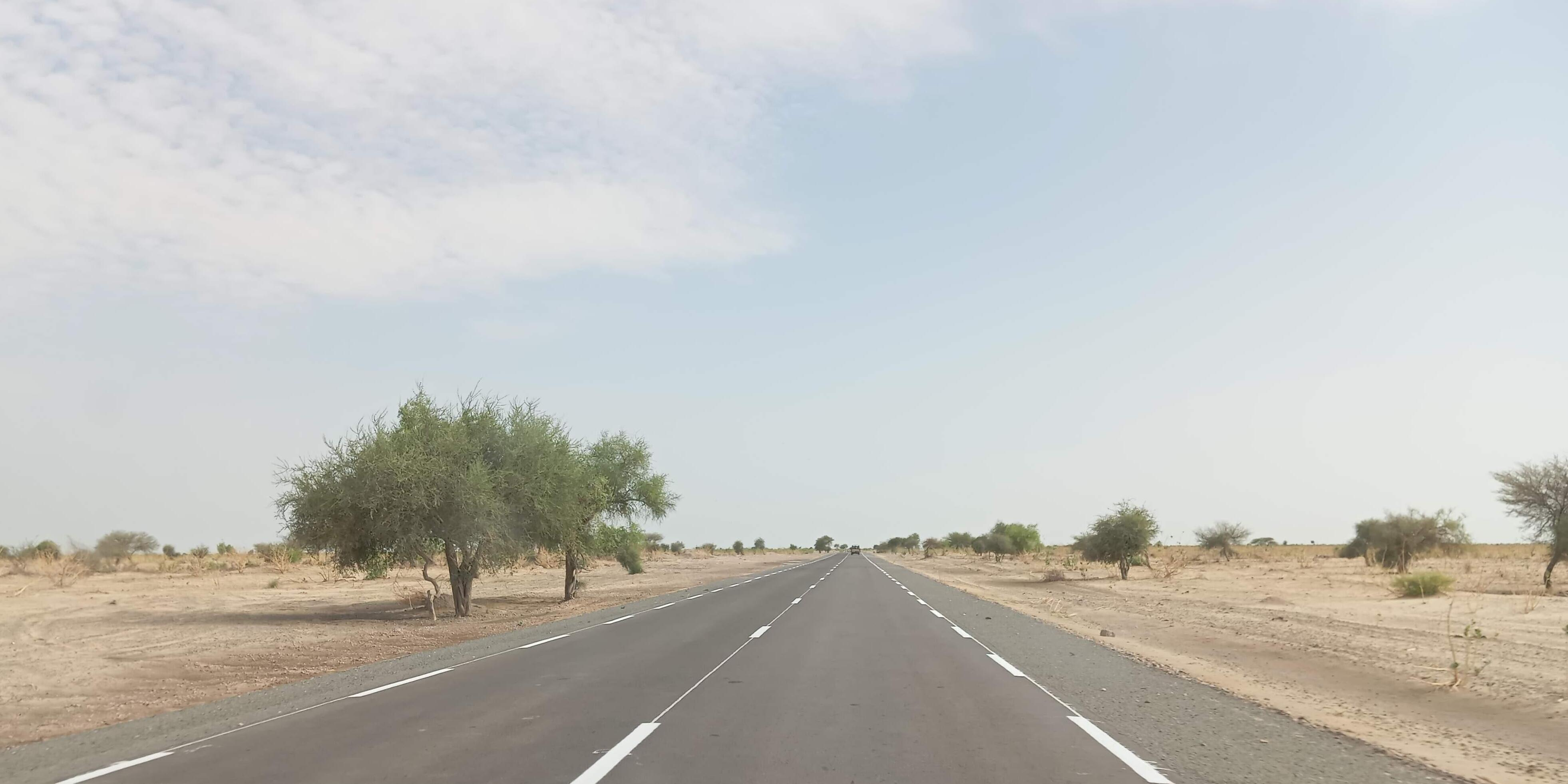
Nationalstraße 1 im Kadzell (2024)

Der Kadzell (alternative Schreibweisen: Kadschel, Kadzel, Katzell, Kazal und Kazel) ist eine Ebene in Südost-Niger.

## Geographie

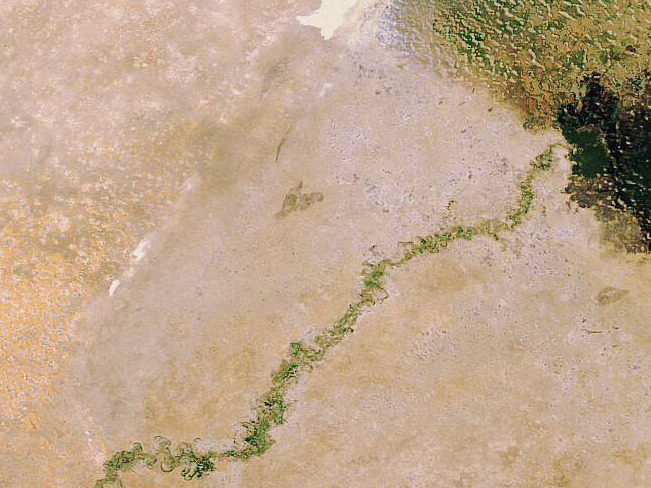
Satellitenaufnahme des Kadzell (2007): mit dem grünen Band des Flusses Komadougou Yobé im Süden, dem Tschadsee im Osten und dem kleinen hellen Bereich der Wüste Tal im Norden

Der Kadzell liegt im Südosten der Landschaft Manga in der Region Diffa, zwischen den Städten Maïné-Soroa im Südwesten und N’Guigmi im Nordosten. Im Süden fällt die Ebene leicht zum Flusstal des Komadougou Yobé ab. Östlich des Kadzell befindet sich das ehemalige Ufer des Tschadsees, nördlich die Wüste Tal.
Die unwirtliche und wenig besiedelte Ebene erstreckt sich über eine Fläche von etwa 7500 km². Die Böden sind von Sand und Ton geprägt. Klimatisch gehört der Kadzell zur Sahelzone. Die Regenzeit dauert von Juni bis September, wobei 90 % der Niederschläge im Juli und August auftreten. Lehmablagerungen bewirken eine schlechte Durchlässigkeit des Bodens bei Regenfällen.
Typische Baumarten im Kadzell sind der Zahnbürstenbaum, die Graublättrige-Kordie, Maerua crassifolia, Cadaba farinosa, Boscia senegalensis, Acacia raddiana, die Wüstendattel, der Oscher, Commiphora africana, Commiphora quadricincta, die Arabische Gummi-Akazie und der Gummiarabikumbaum. Vereinzelt und vor allem im Westen wachsen der Rosinenbusch, Bauhinia rufescens und der Zweifarbige Rosinenstrauch. Bei den Gräsern herrscht Chloris prieurii vor. Hinzu kommen Cenchrus biflorus auf Sand, die Schamahirse in Tümpeln, Panicum laetum in Überschwemmungsgebieten und Aristida adscensionis auf flachen Tonebenen. Ferner gibt es eine Reihe von nicht flächendeckend vorkommenden Kletter-, Kraut- und Kriechgewächsen.

## Geschichte
Die Ebene gehörte bis ins 19. Jahrhundert zum Reich Bornu und wurde vom Kadzelma (Katzelma) als Statthalter des Herrschers von Bornu verwaltet und gegen Angriffe von Tuareg verteidigt. Der deutsche Afrikaforscher Gustav Nachtigal traf 1870 bei seiner Reise nach Bornu mit dem damals amtierenden Kadzelma zusammen. Seit der französischen Kolonialzeit wird der Titel von mehreren traditionellen Ortsvorstehern (chefs traditionnels) in der Region weiterverwendet, beispielsweise vom Kantonschef in Gueskérou.